# Acropora listeri
Той е класифициран като уязвим вид в Червения списък на IUCN и се смята, че населението му намалява; видовете също са изброени в приложение II към CITES. Фигурите от нейната популация са неизвестни, но е вероятно да бъдат застрашени от глобалното намаляване на кораловите рифове, повишаването на температурата, причиняващо королесно избелване, изменението на климата, човешката дейност, звездата от конец (Acanthaster planci) и болестите. Това се случва в Аденския залив, Червено море, Северен Индийски океан, Австралия, Централна Индо-Тихия океан, Япония, Югоизточна Азия, Източнокитайско море и Централен и Западен Тихи океан. Той присъства и в Мавриций. Видът се намира на дълбочини между 3 и 15 метра в открити райони на горните склонове на тропическите плитки рифове.

## Разпространение
Разпространен е в Австралия, Американска Самоа, Вануату, Виетнам, Гуам, Джибути, Египет, Еритрея, Йемен, Израел, Индия, Индонезия, Йордания, Камбоджа, Кирибати, Мавриций, Малайзия, Малдиви, Малки далечни острови на САЩ, Маршалови острови, Мианмар, Микронезия, Науру, Нова Каледония, Палау, Папуа Нова Гвинея, Питкерн, Провинции в КНР, Реюнион, Самоа, Саудитска Арабия, Северни Мариански острови, Сингапур, Соломонови острови, Судан, Тайван, Тайланд, Токелау, Тонга, Тувалу, Уолис и Футуна, Фиджи, Филипини, Чили, Шри Ланка и Япония.